# Invenções e Sinfonias
As Invenções e Sinfonias, BWV 772–801, também conhecidas como Invenções a Duas e Três Vozes, é uma coleção de trinta composições curtas para teclado de Johann Sebastian Bach (1685–1750): 15 invenções, que são peças contrapontísticas a duas vozes, e 15 sinfonias, que são peças contrapontísticas a três vozes. Elas foram originalmente escritas como Praeambula e Fantasiae no Klavierbüchlein für Wilhelm Friedemann Bach (Livreto de piano para Wilhelm Friedemann Bach), um livrinho de teclado feito para seu filho mais velho, Wilhelm Friedemann Bach, e mais tarde reescritas como exercícios musicais para seus alunos.
Bach intitulou a coleção:
Instrução sincera, com a qual os amantes do cravo, especialmente os desejosos de aprender, são orientados de forma clara não apenas 1) a tocar duas vozes com clareza, mas também, com progresso adicional, 2) a lidar correta e adequadamente com três partes obbligato; além disso, a obter não apenas boas ideias, mas também a desenvolvê-las bem; e, acima de tudo, a alcançar um estilo de execução cantabile e, assim, adquirir um forte pressentimento da composição.— Bach
Os dois grupos de peças estão ambos organizados em ordem de tonalidade ascendente, cada grupo abrangendo oito tonalidades maiores e menores.
As invenções foram compostas em Köthen (Anhalt); as sinfonias, por outro lado, provavelmente só foram concluídas no início do período de Leipzig. A cópia original manuscrita em versão final está datada de 1723.
| Tonalidade | Invenção | Invenção | Sinfonia | Sinfonia |
| ---------- | --- | --- | --- | --- |
| Dó maior   | | No. 1, BWV 772 Problemas ao reproduzir este arquivo? Veja ajuda sobre media .                                           | | No. 1, BWV 787 Problemas ao reproduzir este arquivo? Veja ajuda sobre media . |
| Dó menor   | | No. 2, BWV 773 Problemas ao reproduzir este arquivo? Veja ajuda sobre media .                                           | | No. 2, BWV 788 Problemas ao reproduzir este arquivo? Veja ajuda sobre media . |
| Ré maior   | | No. 3, BWV 774 Problemas ao reproduzir este arquivo? Veja ajuda sobre media .                                           | | No. 3, BWV 789 Problemas ao reproduzir este arquivo? Veja ajuda sobre media . |
| Ré menor   | | No. 4, BWV 775 Problemas ao reproduzir este arquivo? Veja ajuda sobre media .                                           | | No. 4, BWV 790 Problemas ao reproduzir este arquivo? Veja ajuda sobre media . |
| Mi# maior  | | No. 5, BWV 776 Problemas ao reproduzir este arquivo? Veja ajuda sobre media .                                           | | No. 5, BWV 791 Problemas ao reproduzir este arquivo? Veja ajuda sobre media . |
| Mi maior   | | No. 6, BWV 777 Problemas ao reproduzir este arquivo? Veja ajuda sobre media .                                           | | No. 6, BWV 792 Problemas ao reproduzir este arquivo? Veja ajuda sobre media . |
| Mi menor   | | No. 7, BWV 778 Problemas ao reproduzir este arquivo? Veja ajuda sobre media .                                           | | No. 7, BWV 793 Problemas ao reproduzir este arquivo? Veja ajuda sobre media . |
| Fá maior   | | No. 8, BWV 779 Problemas ao reproduzir este arquivo? Veja ajuda sobre media .                                           | | No. 8, BWV 794 Problemas ao reproduzir este arquivo? Veja ajuda sobre media . |
| Fá menor   | | No. 9, BWV 780 Problemas ao reproduzir este arquivo? Veja ajuda sobre media .                                           | | No. 9, BWV 795 Problemas ao reproduzir este arquivo? Veja ajuda sobre media . |
| Sol maior  | | No. 10, BWV 781 Problemas ao reproduzir este arquivo? Veja ajuda sobre media .                                          | | No. 10, BWV 796 Problemas ao reproduzir este arquivo? Veja ajuda sobre media . |
| Sol menor  | | No. 11, BWV 782 Problemas ao reproduzir este arquivo? Veja ajuda sobre media .                                          | | No. 11, BWV 797 Problemas ao reproduzir este arquivo? Veja ajuda sobre media . |
| Lá maior   | | No. 12, BWV 783 Problemas ao reproduzir este arquivo? Veja ajuda sobre media .                                          | | No. 12, BWV 798 Problemas ao reproduzir este arquivo? Veja ajuda sobre media . |
| Lá menor   | | No. 13, BWV 784 Problemas ao reproduzir este arquivo? Veja ajuda sobre media .                                          | | No. 13, BWV 799 Problemas ao reproduzir este arquivo? Veja ajuda sobre media . |
| Si# maior  | | No. 14, BWV 785 Problemas ao reproduzir este arquivo? Veja ajuda sobre media .                                          | | No. 14, BWV 800 Problemas ao reproduzir este arquivo? Veja ajuda sobre media . |
| Si maior   | | No. 15, BWV 786 Problemas ao reproduzir este arquivo? Veja ajuda sobre media .                                          | | No. 15, BWV 801 Problemas ao reproduzir este arquivo? Veja ajuda sobre media . |
|            | Essas (Invenções) são representações em MIDI da música de Bach, e não transmitem como um pianista humano as executaria. | Essas (Invenções) são representações em MIDI da música de Bach, e não transmitem como um pianista humano as executaria. | Todas as performances das Sinfonias acima foram executadas por Randolph Hokanson.. Uma versão da Sinfonia nº 8 (BWV 794) para clarinete, oboé e violoncelo and another version of · Sinfonia No. 15 (BWV 801). | Todas as performances das Sinfonias acima foram executadas por Randolph Hokanson.. Uma versão da Sinfonia nº 8 (BWV 794) para clarinete, oboé e violoncelo and another version of · Sinfonia No. 15 (BWV 801). |